# Gonatocerus californicus
Gonatocerus californicus is een vliesvleugelig insect uit de familie Mymaridae. De wetenschappelijke naam is voor het eerst geldig gepubliceerd in 1911 door Girault.